# Portrait-robot (film, 1962)
Pour plus de détails, voir Fiche technique et Distribution.
Portrait-robot est un film français réalisé en 1960 par Paul Paviot, sorti en 1962.

## Synopsis
Une jeune journaliste qui a beaucoup bu la veille se réveille la tête lourde et en ayant perdu tout souvenir de sa soirée, or un assassinat a été commis la nuit précédente à Paris et un portrait robot lui ressemblant est diffusé par la police. Il en vient à croire qu'il est l'assassin...

## Fiche technique
- Titre : Portrait-robot
- Réalisation : Paul Paviot
- Assistant-réalisateur : Raoul Sangla
- Scénario  : Michel Lebrun et Paul Paviot
- Musique :  André Pontin
- Photographie : Sacha Vierny, André Villard
- Montage :  Francine Grubert
- Sociétés de production : Cinétal, Pavox Films et Silver Films
- Pays d'origine  :  France
- Date de sortie : 
  - France : 10 août 1962

## Distribution
- Maurice Ronet : Gilbert Vitry
- Andréa Parisy : Clotilde
- Jacques Riberolles : Pascal
- Nanna Michael : Karin
- Sophie Destrade : Misa Tilt
- Jacques Marin
- Albert Rémy
- Andrée Tainsy
- Léon Zitrone : lui-même
- Paulette Frantz
- William Sabatier
- Serge Rousseau